# Proprietà intensive ed estensive
In termodinamica le proprietà intensive sono quelle proprietà il cui valore non dipende dalla quantità di materia o dalle dimensioni del campione, ma soltanto dalla sua natura e dalle condizioni nelle quali si trova.
Al contrario, una proprietà si dice estensiva se il suo valore dipende dalle dimensioni del corpo a cui ci si riferisce. La temperatura, la pressione, il volume specifico, il punto di fusione, il punto di ebollizione e la densità sono esempi di grandezze intensive; viceversa la massa, il volume, la lunghezza sono grandezze estensive. Infatti se, ad esempio, il sistema in esame è costituito dall'acqua in un contenitore tutta alla stessa temperatura, rimuovere acqua varia il volume (estensivo) ma non la temperatura (intensiva).

## Descrizione
Qui con dimensioni del sistema si fa riferimento alla sua eventuale composizione in termini di sottosistemi.
Più formalmente, si consideri il sistema costituito dall'unione di due sottosistemi identici: le proprietà estensive (come la massa, il volume) saranno diverse da quelle dei singoli sottosistemi, mentre le proprietà intensive (come la temperatura o la densità, o la pressione) saranno le stesse. In particolare il valore di grandezze estensive di sistemi composti sarà semplicemente la somma dei valori di ciascun sottosistema.
In particolare se il sistema {\displaystyle S} è composto da {\displaystyle n} sotto-sistemi si ha che
{\displaystyle E(S)=\sum _{k=1}^{n}E(S_{k})}
dove {\displaystyle E} è la proprietà estensiva in esame, ed {\displaystyle S_{k}} è il valore che assume la proprietà estensiva in ciascun sotto-sistema.

## Composizione di proprietà intensive ed estensive
Dato un insieme {\displaystyle \{a_{i}\}} di proprietà intensive e un insieme {\displaystyle \{A_{j}\}} di proprietà estensive, una generica funzione {\displaystyle I(\{a_{i}\},\{A_{j}\})} sarà una proprietà intensiva se per ogni {\displaystyle \alpha } vale
{\displaystyle I(\{a_{i}\},\{\alpha A_{j}\})=I(\{a_{i}\},\{A_{j}\}).}
Come caso particolare, il rapporto di due grandezze estensive costituisce una grandezza intensiva. Tale situazione viene usata molto frequentemente per creare grandezze solitamente chiamate densità-di e costituite dal rapporto fra una grandezza estensiva e il volume (ad esempio la densità di energia di un campo elettromagnetico). La densità (tout-court), ad esempio, è proprio il rapporto fra massa e volume.
Ci sono proprietà, invece, che sono intrinsecamente intensive, ovvero non sono il rapporto col volume di nessuna grandezza estensiva. Il caso più notevole è quello della temperatura che, tra l'altro, non costituisce nemmeno una vera e propria grandezza fisica.
Analogamente, una funzione {\displaystyle E(\{a_{i}\},\{A_{j}\})} sarà estensiva se vale
{\displaystyle E(\{a_{i}\},\{\alpha A_{j}\})=\alpha E(\{a_{i}\},\{A_{j}\}).}
Dunque le proprietà estensive saranno funzioni omogenee (di grado 1) rispetto ad {\displaystyle \{A_{j}\}}. E quindi, per il Teorema di Eulero sulle funzioni omogenee, si ha che E deve essere della forma:
{\displaystyle E(\{a_{i}\},\{A_{i}\})=\sum _{j}A_{j}\left({\frac {\partial E}{\partial A_{j}}}\right),}
in cui la derivata parziale va considerata rispetto a tutti i parametri tenuti costanti ad eccezione di {\displaystyle A_{j}}. Anche l'inverso è vero: ogni funzione che soddisfa la precedente relazione sarà una proprietà estensiva.